# Josefa Iloilo
Ratu Josefa Iloilovatu Uluivuda, känd som Josefa Iloilo född 29 december 1920, död 6 februari 2011, var Fijis president 2000–2006 och 2007–2009.